# Yellowcard
Yellowcard ist eine Pop-Punk-Band aus Jacksonville, Florida. Ihre Musik kann dem Alternative Rock sowie dem Pop-Punk zugeordnet werden. Die Besonderheit der Musik von Yellowcard liegt im Einsatz einer Violine.

## Geschichte
Yellowcard wurde 1997 in Jacksonville gegründet und bestand aus den fünf Mitgliedern Ben Dobson (Gesang), Todd Clary (Gesang, Gitarre), Ben Harper (Gitarre), Warren Cooke (Bass) und Longineu Parsons III (Schlagzeug). Ihr Name kam von einer Partytradition, nach der sie, wie beim Fußball, jedem, der Getränke verschüttet oder anders negativ auffällt, eine gelbe Karte (yellow card) gaben. Am Anfang gab es Verwirrung über die Schreibweise, mit oder ohne Leerzeichen. Die Mitglieder einigten sich auf Yellowcard, ohne Leerzeichen.
Ihr erstes Album Midget Tossing erschien 1997. Sie baten Sean Mackin, für einige ihrer Songs Violine zu spielen. 1999 veröffentlichte die Band ihr zweites Album Where We Stand bei Takeover Records. Sean Mackin war nun Mitglied der Band. Kurz darauf verließ Ben Dobson die Gruppe. Als neuer Sänger stieß Ryan Key, ein alter Freund, zur Band. Er überzeugte den Rest der Gruppe davon, dass in Florida langfristig kein Erfolg zu erzielen sei. Die Band beschloss daraufhin nach Kalifornien zu ziehen und veröffentlichte 2000 die EP Still Standing. Kurz darauf verließ Todd Clary die Band. Ryan Key übernahm seinen Part und war nun auch Gitarrist.
2001 veröffentlichte Yellowcard ihr viertes Album One for the Kids, mit dem sie unter ihren Fans große Erfolge erzielte. Auch mit der darauf folgenden The Underdog EP bei Fueled by Ramen erzielte sie große Erfolge. Die Musikrichtung auf One for the Kids und The Underdog EP stand bereits im Kontrast zu ihren ursprünglichen Alben. Ihre Songs wurden melodischer. Nach der Veröffentlichung der Underdog EP verließ Warren Cooke die Band und wurde durch Pete Mosely am Bass ersetzt.
2003 wurde das Album Ocean Avenue vom US-Major-Label Capitol Records veröffentlicht. Es bedeutete den großen Durchbruch für die Band. Erstmals schaffte sie es damit in die US-Albumcharts und es verkaufte sich über eine Million Mal. Der Titelsong war ihr bislang größter Singlehit und wurde mit Gold ausgezeichnet. Auch der Song Only One bekam Gold für eine halbe Million verkaufter Exemplare, ohne je in den Charts gewesen zu sein. Die Lieder Ocean Avenue und Way Away konnten sich auch in den UK-Charts platzieren.
Nach den Aufnahmen von Ocean Avenue musste Mosely die Band verlassen. Als die Band ihre eineinhalbjährige Tour begann, sprang Alex Lewis für ihn am Bass ein. Während ihrer Tour kehrte Mosely allerdings zurück.
Die Live-DVD zum Album Beyond Ocean Avenue: Live at the Electric Factory erschien 2004 und erhielt ebenfalls Platin. Große Aufmerksamkeit erreichte Yellowcard auch durch den Titel Gifts and Curses auf dem Soundtrack des Films Spider-Man 2.
Einen Großteil des Jahres 2005 arbeitete Yellowcard an dem Album Lights and Sounds. Am 7. November 2005 bestätigte Yellowcard in den MTV News, was von Fans schon länger vermutet wurde: Ben Harper verließ die Band, um sich auf sein Indie-Label „Takeover Records“ zu konzentrieren, da sie sich „persönlich und in kreativer Hinsicht auseinandergelebt haben, was in jeder Partnerschaft passieren kann“ ([...] We've simply grown apart, personally and creatively, which can happen in any relationship [...]). Sean Mackin fügte hinzu, diese Veränderung sei hart für sie alle, aber Ben werde immer ihr Bruder sein ([...] This change is hard for all of us, but Ben will always be our brother. […]). Ersatz für Harper wurde in Form von Ryan Mendez gefunden. Am 13. Januar 2006 erschien die neue Single Lights and Sounds, das gleichnamige Album folgte am 27. Januar 2006. Von Lights and Sounds erschienen zwei Singles: Lights and Sounds und Rough Landing, Holly. Es wurde ihr international erfolgreichstes Album und konnte sich auch in Europa und Australien in den Charts platzieren. In den USA erreichte es die Top 5 der Albumcharts und bekam Gold, blieb aber insgesamt hinter dem Vorgängeralbum zurück.
Das nächste Studioalbum Yellowcards trägt den Titel Paper Walls und erschien in den USA am 17. Juli 2007 und erreichte Platz 13 der US-Charts. Einen Singlehit brachte es nicht hervor. Am 17. Oktober 2007 verließ Pete Mosely die Band mit der Begründung, sich „anderweitig zu beschäftigen“ ([...] I have chosen to leave Yellowcard and pursue other endeavors. [...]). Gleichzeitig sagte Mosely, dass es ihm eine große Ehre war, bei Yellowcard mitspielen zu dürfen und dass es ihm Spaß gemacht hatte, mit der Band um die ganze Welt zu reisen und Musik zu machen. Die Gruppe legte anschließend eine Pause ein.
Im August 2010 unterschrieb Yellowcard einen Plattenvertrag bei Hopeless Records und beendete damit ihre Pause, um sich einem weiteren Studioalbum zu widmen. Ersatz für Pete Mosley am Bass fand Yellowcard in ihrem langjährigen Freund Sean O’Donnell.
Das Album When You're Through Thinking, Say Yes wurde im Frühjahr 2011 veröffentlicht. Am 23. Oktober 2011 folgte die Akustikversion des Albums.
Im Februar 2012 gab die Band bekannt, dass der Bassist Sean O’Donnell aus persönlichen Gründen die Band verlassen hat. Am 17. Februar 2012 gab die Band auf ihrer offiziellen Website bekannt, dass Josh Portman den Bassisten Sean O’Donnell ersetzen wird.
Des Weiteren begann die Band im März 2012 mit der Aufnahme eines neuen Studioalbums. Ryan Key gab hierzu in einem offiziellen Interview bekannt, dass er bereits vor Beginn der Aufnahmearbeiten alle Songs zur direkten Aufnahme vorbereitet hätte. Am 22. Mai 2012 veröffentlichte Yellowcard die Single Always Summer. Ihr achtes Studioalbum Southern Air erschien am 14. August 2012 und war in vielen Ländern ein Erfolg. Unter anderen schaffte es das Album zum ersten Mal in der Geschichte von Yellowcard, eine Top-100-Platzierung in deutschen Albumcharts zu erzielen.
Nach diversen Konzerten (u. a. in Nordamerika und Europa) gaben die Mitglieder am 3. Mai 2013 bekannt, dass sie sich anlässlich seines 10-jährigen Jubiläums für Aufnahmen einer Akustik-Version ihres Erfolgsalbums Ocean Avenue erneut im Studio befinden. Das Album wurde am 13. August 2013 veröffentlicht.
Am 14. März 2014 kündigten sie an, dass ihr bisheriger Schlagzeuger Longineu Parsons die Band aufgrund anderer musikalischen Interessen verlässt.
Im Februar 2016 begann die Band mit den Aufnahmen eines neuen Studioalbums, das unter dem Titel Yellowcard im September 2016 veröffentlicht wurde. Noch zuvor hatte die Band bekanntgegeben, sich nach Ende der auf die Albumveröffentlichung folgende Tour aufzulösen; dementsprechend nannte die Band die Tour doppeldeutig The Final World Tour. Das vorerst letzte Konzert spielte die Band am 25. März 2017 in Anaheim in Kalifornien.
Am 17. September 2022 gab die Band ihr Comeback auf dem Riot-Fest in Chicago. Im Mai 2023 gab die Band bekannt, am 7. Juli ihre neue EP Childhood Eyes über Equal Vision zu veröffentlichen.

## Diskografie

### Studioalben
| Jahr | Titel Musiklabel                                       | Höchstplatzierung, Gesamtwochen, AuszeichnungChartplatzierungen (Jahr, Titel, Musiklabel, Platzierungen, Wochen, Auszeichnungen, Anmerkungen) | Höchstplatzierung, Gesamtwochen, AuszeichnungChartplatzierungen (Jahr, Titel, Musiklabel, Platzierungen, Wochen, Auszeichnungen, Anmerkungen) | Höchstplatzierung, Gesamtwochen, AuszeichnungChartplatzierungen (Jahr, Titel, Musiklabel, Platzierungen, Wochen, Auszeichnungen, Anmerkungen) | Höchstplatzierung, Gesamtwochen, AuszeichnungChartplatzierungen (Jahr, Titel, Musiklabel, Platzierungen, Wochen, Auszeichnungen, Anmerkungen) | Höchstplatzierung, Gesamtwochen, AuszeichnungChartplatzierungen (Jahr, Titel, Musiklabel, Platzierungen, Wochen, Auszeichnungen, Anmerkungen) | Höchstplatzierung, Gesamtwochen, AuszeichnungChartplatzierungen (Jahr, Titel, Musiklabel, Platzierungen, Wochen, Auszeichnungen, Anmerkungen) | Anmerkungen                              |
| Jahr | Titel Musiklabel                                       | DE | AT | CH | UK | US | Rock | Anmerkungen                              |
| ---- | ------------------------------------------------------ | --- | --- | --- | --- | --- | --- | ---------------------------------------- |
| 1997 | Midget Tossing DIY                                     | — | — | — | — | — | — | Erstveröffentlichung: 1. April 1997      |
| 1999 | Where We Stand Takeover Records                        | — | — | — | — | — | — | Erstveröffentlichung: 20. Juli 1999      |
| 2001 | One for the Kids Lobster Records                       | — | — | — | — | — | — | Erstveröffentlichung: 3. April 2001      |
| 2003 | Ocean Avenue Capitol Records                           | — | — | — | UK— SilberUK | US23 Platin · (81 Wo.)US | — | Erstveröffentlichung: 22. Juli 2003      |
| 2006 | Lights and Sounds Capitol Records                      | — | AT67 (2 Wo.)AT | CH73 (2 Wo.)CH | UK59 (2 Wo.)UK | US5 Gold · (16 Wo.)US | Rock1 (7 Wo.)Rock | Erstveröffentlichung: 24. Januar 2006    |
| 2007 | Paper Walls Capitol Records                            | — | — | — | — | US13 (7 Wo.)US | Rock6 (3 Wo.)Rock | Erstveröffentlichung: 17. Juli 2007      |
| 2011 | When You’re Through Thinking, Say Yes Hopeless Records | — | — | — | UK84 (1 Wo.)UK | US19 (4 Wo.)US | Rock5 (4 Wo.)Rock | Erstveröffentlichung: 22. März 2011      |
| 2012 | Southern Air Hopeless Records                          | DE91 (1 Wo.)DE | AT75 (1 Wo.)AT | — | UK60 (1 Wo.)UK | US10 (3 Wo.)US | Rock2 (2 Wo.)Rock | Erstveröffentlichung: 14. August 2012    |
| 2013 | Ocean Avenue Acoustic Hopeless Records                 | — | — | — | — | US53 (1 Wo.)US | Rock11 (1 Wo.)Rock | Erstveröffentlichung: 13. August 2013    |
| 2014 | Lift a Sail Razor & Tie                                | — | — | — | UK75 (1 Wo.)UK | US26 (1 Wo.)US | — | Erstveröffentlichung: 7. Oktober 2014    |
| 2016 | Yellowcard Hopeless Records                            | — | — | — | — | US28 (1 Wo.)US | — | Erstveröffentlichung: 30. September 2016 |

grau schraffiert: keine Chartdaten aus diesem Jahr verfügbar

### Livealben
- 2004: Sessions@AOL
- 2008: Live from Las Vegas at the Palms

### Kompilationen
- 2009: Deep Cuts
- 2011: Greatest Hits
- 2024: A Hopeful Sign

### EPs
- 2000: Still Standing
- 2002: The Underdog EP
- 2015: A Perfect Sky
- 2023: Childhood Eyes

### Singles
| Jahr | Titel Album                                                    | Höchstplatzierung, Gesamtwochen, AuszeichnungChartplatzierungen (Jahr, Titel, Album, Platzierungen, Wochen, Auszeichnungen, Anmerkungen) | Höchstplatzierung, Gesamtwochen, AuszeichnungChartplatzierungen (Jahr, Titel, Album, Platzierungen, Wochen, Auszeichnungen, Anmerkungen) | Anmerkungen                             |
| Jahr | Titel Album                                                    | UK | US | Anmerkungen                             |
| ---- | -------------------------------------------------------------- | --- | --- | --------------------------------------- |
| 2003 | Way Away Ocean Avenue                                          | UK63 (1 Wo.)UK | — | Erstveröffentlichung: 27. Oktober 2003  |
| 2003 | Ocean Avenue                                                   | UK65 Silber · (2 Wo.)UK | US37 ×2Doppelplatin · (20 Wo.)US | Erstveröffentlichung: 15. Dezember 2003 |
| 2005 | Lights and Sounds                                              | UK56 (1 Wo.)UK | US50 (10 Wo.)US | Erstveröffentlichung: 15. November 2005 |
| 2011 | For You, and Your Denial When You’re Through Thinking, Say Yes | — | US100 (1 Wo.)US | Erstveröffentlichung: 18. Januar 2011   |

Weitere Singles
- 2004: Only One (US: Gold)
- 2006: Rough Landing, Holly
- 2007: Light Up the Sky
- 2011: Hang You Up
- 2011: Sing for Me
- 2012: Always Summer
- 2012: Here I Am Alive
- 2014: One Bedroom
- 2016: Rest in Peace
- 2023: Childhood Eyes
- 2024: Ocean Avenue

### Videoalben
- 2004: Beyond Ocean Avenue: Live at the Electric Factory (US: Platin)
- 2004: Yellowcard Ocean Avenue Tour: Live in Canada!

## Auszeichnungen für Musikverkäufe
| Goldene Schallplatte - Kanada - 2004: für das Album Ocean Avenue - 2004: für das Videoalbum Ocean Avenue - 2006: für das Album Lights and Sounds - Neuseeland - 2020: für das Album Ocean Avenue |

Anmerkung: Auszeichnungen in Ländern aus den Charttabellen bzw. Chartboxen sind in ebendiesen zu finden.
| Land/RegionAuszeichnungen für Musikverkäufe (Land/Region, Auszeichnungen, Verkäufe, Quellen) | Silber     | Gold     | Platin     | Verkäufe  | Quellen          |
| -------------------------------------------------------------------------------------------- | ---------- | -------- | ---------- | --------- | ---------------- |
| Kanada (MC)                                                                                  | —          | 3× Gold3 | —          | 105.000   | musiccanada.com  |
| Neuseeland (RMNZ)                                                                            | —          | Gold1    | —          | 7.500     | radioscope.co.nz |
| Vereinigte Staaten (RIAA)                                                                    | —          | 2× Gold2 | 4× Platin4 | 4.100.000 | riaa.com         |
| Vereinigtes Königreich (BPI)                                                                 | 2× Silber2 | —        | —          | 260.000   | bpi.co.uk        |
| Insgesamt                                                                                    | 2× Silber2 | 6× Gold6 | 4× Platin4 |           |                  |